# Angatra
Angatra es un género de escarabajos de la familia Buprestidae.

## Especies
- Angatra magna Descarpentries, 1969
- Angatra parva Descarpentries, 1969